# Pruvotella danae
Pruvotella danae is een slakkensoort uit de familie van de Cliopsidae. De wetenschappelijke naam van de soort is voor het eerst geldig gepubliceerd in 1942 door Pruvot-Fol.